# تارزان (مجموعه تلویزیونی ۱۹۶۶)

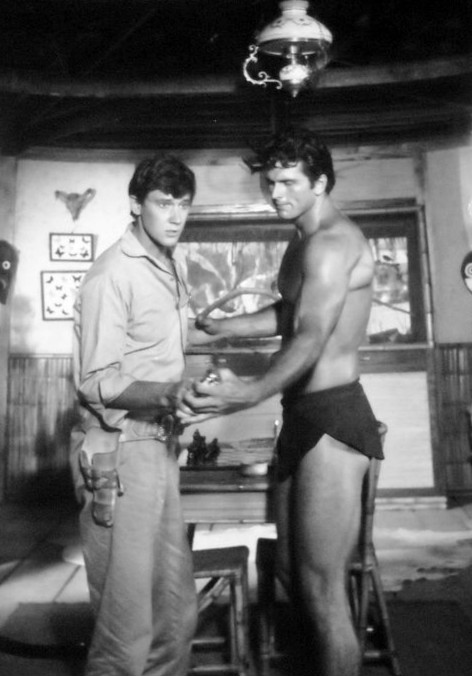
اندرو پرین (چپ) در کنار ران ایلی (راست) در نقش تارزان در قسمتِ «سلاح غایی» (۱۶ سپتامبر ۱۹۶۶)

تارزان (انگلیسی: Tarzan) یک مجموعه تلویزیونی ۵۷ قسمتی است که در ۲ فصل، بین سال‌های ۱۹۶۶ تا ۱۹۶۸ از شبکهٔ تلویزیونی ان‌بی‌سی پخش شد.
این سریال پیش از انقلاب، از تلویزیون ملی ایران نیز پخش شد. نسخهٔ کامل آن بر روی دی‌وی‌دی منتشر شد.

## تولید
ابتدا قرار بود مایک هنری در این سریال، نقشِ تارزان را ایفا نماید، اما به دلیل اختلاف با تهیه‌کننده بر سرِ استفاده از حیوانات وحشی در سریال و ایمنی شغلی، آن را نپذیرفت و «ران ایلی» جایگزینش شد. ران ایلی، همانند بازیگر پیشین تارزان جاک ماهونی، خودش، در تمام صحنه‌های خطرناک فیلم بازی کرد. او که یک بدل‌کار حرفه‌ای هم بود، پیشینه‌ای در این زمینه نداشت و تنها در فصل اول این سریال، از ۱۷ ناحیه مختلف زخمی شد و جراحت برداشت؛ از جمله سوختن سطحی دست و پاهایش در صحنه‌ای که از میان یک روستای آتش‌گرفته، می‌دود؛ گاز گرفتگی از ناحیه سر توسط شیر رام‌شدهٔ فیلم، (همان شیر، در یک صحنهٔ دیگر ران او را هم گاز گرفت) سقوط از یک تپه و کنده شدن پوست پایش، سقوط از ارتفاع ۷٫۵ متری یک شاخه و دررفتن مفصل شانه‌اش، و سقوط از یک شاخه آویزان دیگر که منجر به شکستگی استخوان‌های شانهٔ سمت مقابل، شکستگی سه دنده و پیچ‌خوردن مفاصل مچ دستش گردید.
این فیلم در برزیل و همچنین استودیویی در محلهٔ «چوروبوسکو» در مکزیکوسیتی ساخته شد.

## فهرست بازیگران

### بازیگران ثابت
- ران ایلی در نقش «تارزان»
- مانوئل پادیا جونیور در نقش «جای»
- آلن کایو در نقش «جسیون فلود»
- راکنی تارکینگتون در نقش «رائو»

### بازیگران مهمان
- پاتریک داگلاس کان‌وِی
- نانسی مالون
- گرگ پالمر
- چیل ویلز
- جرج کندی
- هلن هیز
- جیا اسکالا
- جک ایلام
- دایانا راس
- ویکتوریا پیج مه‌یِرینک
- کارلوس ریواس
- جان م. پیکارد
- دان مگاون
- باربارا بوشه